# Naga (Camarines Sur)
Naga est une ville de 2e classe, capitale de la province de Camarines Sur aux Philippines. Selon le recensement de 2010 elle est peuplée de 174 931 habitants.

## Barangays
Naga est divisée en 65 barangays.
- Abella
- West Almeda
- East Almeda
- Angelica
- Arana
- Bagumbayan Norte
- Bagumbayan Sur
- Balatas
- Bayawas
- Blumentritt
- Calauag
- Cararayan
- Carolina
- Castillo I
- Castillo II
- Concepcion Grande
- Concepcion Pequeña
- Dayangdang
- De Castro
- Del Paraiso
- Del Rosario
- Diaz
- Dinaga
- Gainza del Sur
- Garcia
- Global Center I
- Global Center II
- Grijalvo
- Igualdad Interior
- Jose Miranda
- Lerma
- Liboton
- Mabolo
- Mariano Castro
- Padre Burgos
- Padre Diaz
- Pacol
- Pandan
- Panganiban
- Panicuason
- Peñafrancia
- Ramos
- Queborac
- Sabang
- San Agustin
- San Guillermo
- San Felipe
- San Francisco
- San Juan
- San Jose
- San Isidro
- San Rafael
- San Ramon
- San Roque I
- West San Roque
- San Vicente
- Santa Cruz
- Santa Elena
- Santo Domingo
- Tabuco
- Tacurong
- Tinago
- Triangulo
- Valdez
- Zamora

## Démographie
| Année | Habitants | Évolution |
| ----- | --------- | --------- |
| 1995  | 126 972   | -         |
| 2000  | 137 810   | 8,54 %    |
| 2007  | 160 516   | 16,48 %   |
| 2010  | 174 931   | 8,98 %    |

## Personnalité liée à la communauté
- Leni Robredo (1964-), femme politique philippine.